# Sedia gestatoria

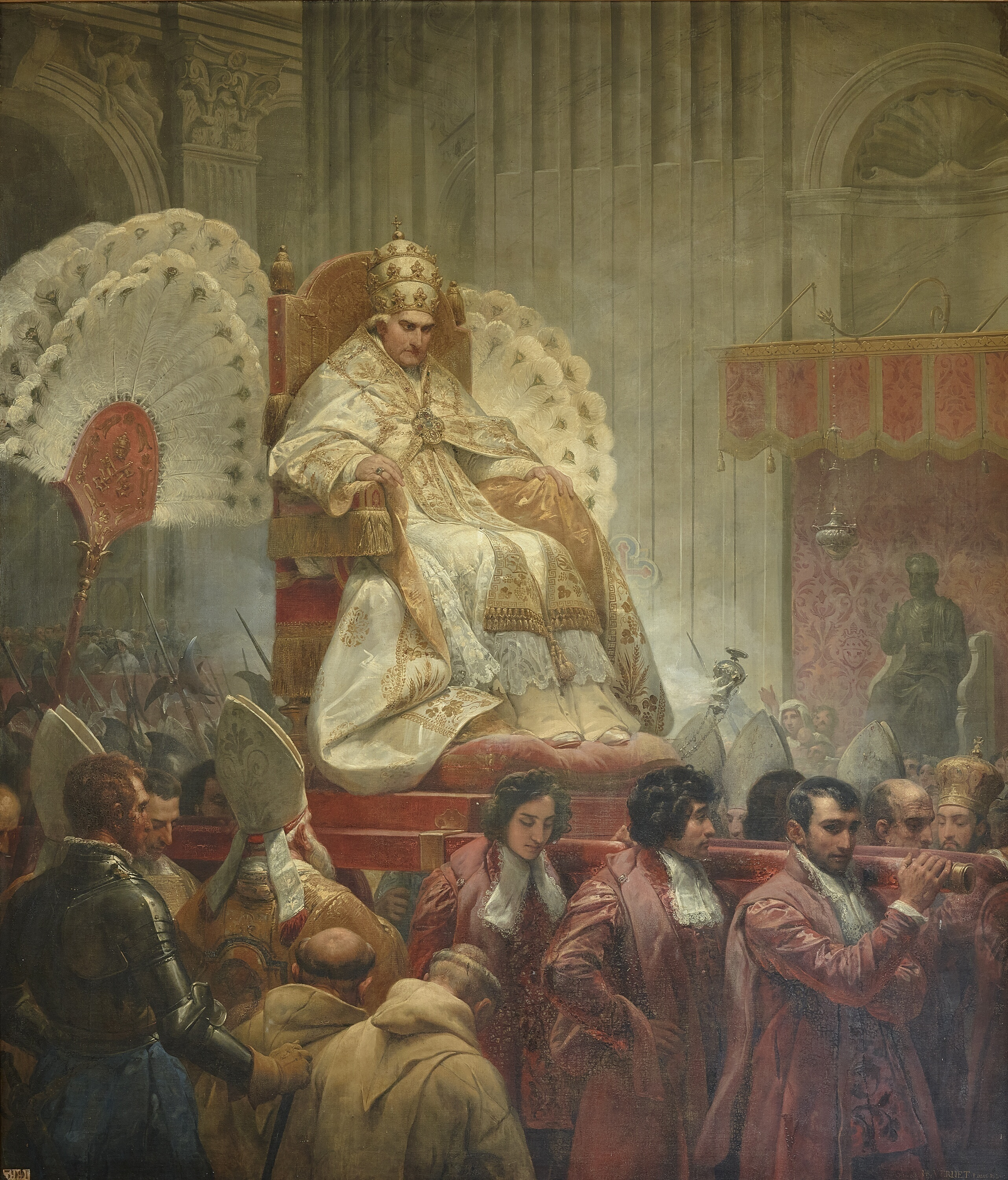
Paus Pius VIII op de sedia gestatoria

Een sedia gestatoria is een ceremoniële, pauselijke draagstoel. De sedia gestatoria werd gebruikt door de pausen voor grote plechtigheden; zo kon hij door iedereen gezien worden. In deze draagstoel werd de paus gedragen door een 12-tal leden van zijn hofhouding, de sediari pontifici.

## Gebruik
De sedia werd gebruikt voor processies over korte afstanden, meestal van het Apostolisch Paleis naar de Sint-Pietersbasiliek. Daarbij werd de paus begeleid door een stoet van hoge prelaten en leden van de hofhouding. Boven hem werd een groot baldakijn gehouden en hij droeg de volgende gewaden: de mitra preciosa (kostbare mijter) of de pontificale tiara, een rijk versierde koorkap, de pauselijke handschoenen en schoenen, een groot pectorale en een rochet met veel kant. Achter de paus liepen twee personen die elk een flabellum (waaier) droegen.
De paus op zijn troon stond symbool voor zijn heerschappij; deze troon werd het laatst gebruikt door paus Johannes Paulus I. Sinds het pontificaat van paus Johannes Paulus II werd de sedia om veiligheidsredenen vervangen door de pausmobiel.